# Montgomery Blair
Montgomery Blair (10 de maio de 1813 – 27 de julho de 1883) foi um político e advogado americano de Maryland. Ele serviu no gabinete da administração Lincoln como Diretor-geral dos Correios de 1861 a 1864, durante a Guerra Civil. Era filho de Francis Preston Blair, irmão mais velho de Francis Preston Blair Jr. e primo de B. Gratz Brown.

## Início de vida e educação
Blair nasceu no Condado de Franklin (Kentucky), local da capital do estado de Frankfort. Seu pai, Francis Preston Blair, Sr., foi editor de The Washington Globe e uma figura proeminente no Partido Democrata durante a era jacksoniana. Quando menino, Montgomery "frequentemente ouvia as conversas de seu pai com Andrew Jackson."
Blair formou-se na Academia Militar dos Estados Unidos em West Point. Após um ano de serviço na Guerra Seminole, no entanto, ele deixou o Exército dos EUA, casou-se com Caroline Rebecca Buckner da Virgínia, e começou a estudar direito na Universidade Transilvânia em Lexington, Kentucky. Blair começou a praticar advocacia em 1839 em St. Louis, Missouri, trabalhando como procurador federal dos Estados Unidos. Após a morte de sua primeira esposa, Carolina, em 1844, ele mais tarde casou-se com Mary Elizabeth Woodbury, filha de Levi Woodbury.
Depois de servir como Procurador Federal dos EUA de 1839 a 1843 e mais tarde como juiz do tribunal de apelações comuns de 1843 a 1849, Blair mudou-se para Maryland em 1852 e dedicou-se principalmente à prática jurídica na Suprema Corte dos Estados Unidos. Ele foi Solicitador dos Estados Unidos no Tribunal de Reclamações (1855-58) e foi associado a George T. Curtis como advogado do autor no caso Dred Scott v. Sandford na Suprema Corte dos EUA em 1857.

## Carreira
Os Blairs, como muitos outros democratas nacionalistas, mas incomum para políticos dos estados fronteiriços, haviam abandonado o Partido Democrata após o Ato Kansas-Nebraska e estavam entre os líderes fundadores do novo Partido Republicano. Quatro anos após Blair mudar de partido político, o Presidente Buchanan removeu Blair de sua posição como Solicitador do Tribunal de Reclamações dos Estados Unidos em 1858.
Em 1860, Blair participou ativamente em apoio à campanha presidencial de Abraham Lincoln. Após sua eleição, Lincoln nomeou Blair para seu gabinete como Diretor-geral dos Correios em 1861. Lincoln esperava que Blair, que defendia adotar uma postura firme com os estados sulistas, ajudasse a equilibrar membros mais conciliatórios de seu gabinete. Como Diretor-geral dos Correios, Blair instituiu uma taxa uniforme de postagem e entrega gratuita nas cidades. Blair também iniciou a venda de vales postais pelos correios para reduzir o envio de dinheiro e assim diminuir os roubos nos correios. Ele também convocou a Primeira Conferência Postal Internacional, que foi realizada em Paris em 1863 e iniciou o processo que levou à União Postal Universal.
Enquanto os Blairs, como família, eram frequentemente caracterizados como conservadores na questão da escravidão, Blair notavelmente serviu como advogado para Dred Scott quando o afro-americano escravizado levou seu caso à Suprema Corte em 1857. Scott era escravo de um médico do Exército dos EUA que levou seu servo escravizado para longas estadias em território livre.
Em nome de Scott, Blair argumentou que o tempo que o homem negro havia passado no estado livre de Illinois e em Minnesota, território livre desde a Portaria do Noroeste de 1787, o tornava um homem livre. A decisão da maioria do Tribunal contra o direito de Scott à liberdade é frequentemente citada como uma das causas contribuintes para a Guerra Civil Americana. Escrevendo pela maioria, o Chefe de Justiça Roger B. Taney afirmou que o homem negro não tinha direitos "que o homem branco fosse obrigado a respeitar" e que escravos negros não poderiam ser considerados cidadãos americanos apesar de terem nascido nos EUA. Esta decisão histórica foi denunciada como um passo em direção à "nacionalização" da escravidão por Lincoln e outros que se opunham à expansão dessa instituição. Por mais conservador que ele possa ter sido em outros aspectos da questão da escravidão, o trabalho de Blair no caso de Dred Scott vs. Sandford sugere uma disposição para abraçar pontos de vista mais progressistas.
Blair começou a servir como Diretor-geral dos Correios em 1861. Sob a administração de Blair, reformas e melhorias como o estabelecimento da entrega gratuita na cidade; a adoção de um sistema de vales postais; e o uso de vagões postais ferroviários foram instituídos, sendo este último sugerido por George B. Armstrong (falecido em 1871), de Chicago, superintendente geral do serviço postal ferroviário dos Estados Unidos desde 1860 até sua morte.
Em setembro de 1864, Lincoln aceitou uma oferta anterior de Blair para renunciar. A ação de Lincoln pode ter sido uma resposta à hostilidade da facção dos Republicanos Radicais, que acreditava que a aposentadoria de Blair deveria seguir a retirada de John C. Frémont como candidato na eleição presidencial de 1864. Blair disse à sua esposa que Lincoln agiu "pelos melhores motivos" e que "é o melhor para todos". Depois de deixar o gabinete, Blair ainda fez campanha para a reeleição de Lincoln em 1864, e Lincoln e a família Blair mantiveram laços estreitos.
Diferindo do Partido Republicano na política de Reconstrução, Blair deu sua adesão ao Partido Democrata após a Guerra Civil, junto com seu irmão, que foi o candidato democrata a vice-presidente na eleição de 1868.
Em 1876, Blair, junto com Matthew H. Carpenter e Jeremiah S. Black, foi advogado do Secretário de Guerra William W. Belknap durante a investigação da Câmara dos Representantes sobre o Escândalo dos postos comerciais. Blair pediu ao Comitê de Investigação da Câmara presidido por Hiester Clymer para retirar as acusações contra Belknap se este renunciasse ao cargo. Clymer, no entanto, recusou a oferta de Blair.
Belknap foi impugnado pela Câmara dos Representantes por receber pagamentos ilícitos do posto comercial de Fort Sill na Fronteira americana como Secretário de Guerra. Belknap havia recebido poder exclusivo do Congresso para escolher sutlers para operar lucrativos postos comerciais que vendiam suprimentos para soldados e índios dos EUA. Belknap renunciou devido ao escândalo e foi absolvido em um julgamento no Senado dos Estados Unidos durante o verão de 1876. Muitos senadores não acreditavam que o Congresso pudesse condenar um cidadão privado, mas o Senado aprovou uma resolução que afirmava que o Congresso poderia condenar um cidadão privado.
Em 1882, Blair concorreu sem sucesso para Representante dos EUA pelo sexto distrito congressional de Maryland.
Sua propriedade de 600 acre (Erro de formatação: dados de entrada inválidos ao arredondar ) em atual Silver Spring, Maryland foi chamada Falkland. Foi queimada por tropas Confederadas durante seu avanço em direção à capital nacional em Washington, D.C. durante a Guerra Civil Americana.

## Morte

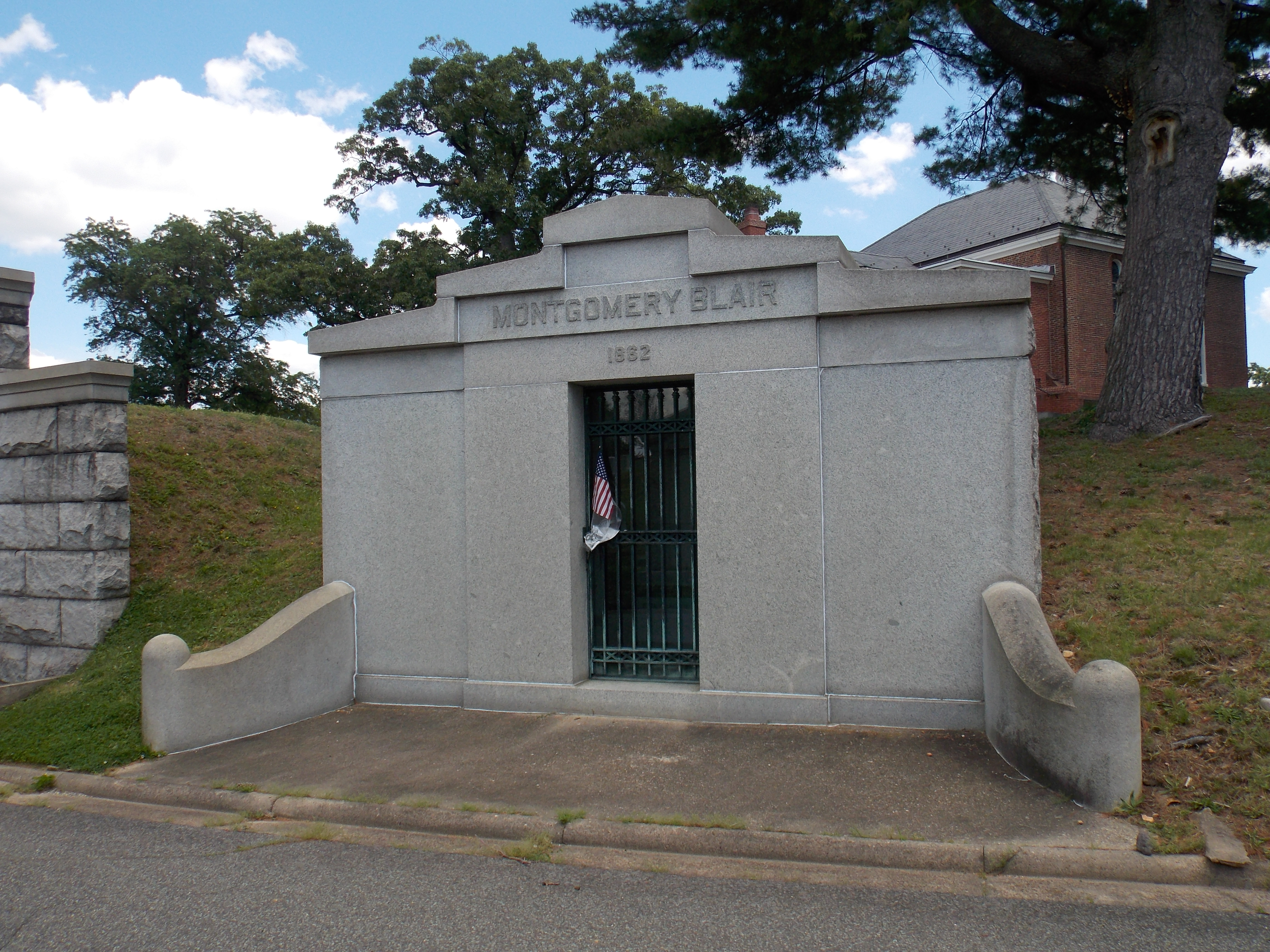
O mausoléu de Montgomery Blair no Cemitério de Rock Creek

Depois de vários anos afligido por "inflamação das membranas espinhais", ele morreu em Silver Spring, Maryland em 27 de julho de 1883.
Os serviços funerários foram realizados na Igreja de Rock Creek, e ele foi enterrado no Cemitério de Rock Creek. Em memória de Blair, os Correios dos Estados Unidos fecharam em 30 de julho de 1883.

## Vida pessoal
A esposa de Blair era Mary Woodbury, filha de Levi Woodbury. Eles tiveram uma filha, Minnie Blair, e três filhos, Woodbury Blair, Gist Blair e Montgomery Blair Jr., todos advogados. Montgomery Blair e Mary Woodbury Blair são os bisavós do ator Montgomery Clift.

## Na cultura popular
- Blair é retratado pelo ator Lew Temple no filme de 2012 Saving Lincoln.
- No filme de 2012 Lincoln, Blair é incorretamente retratado pelo ator Byron Jennings. No filme, Blair é erroneamente representado como sendo contra a 13ª Emenda, referindo-se a ela como "imprudente e perigosa". Na realidade, embora Blair tenha começado a Guerra Civil mais preocupado em punir secessionistas e restaurar a união do que abolir a escravidão, ele aceitou a abolição da escravidão como necessária apesar de não gostar dos abolicionistas em 1863.[8]
- Para comemorar o centenário da Primeira Conferência Postal Internacional, o retrato de Blair apareceu em um selo de correio aéreo dos EUA, Catálogo Scott C66, emitido em 1963.

## Obras
- Discurso sobre as Causas da Rebelião (1864)

## Legado
A Escola Secundária Montgomery Blair em Silver Spring, Maryland é nomeada em homenagem a Blair.

## Galeria

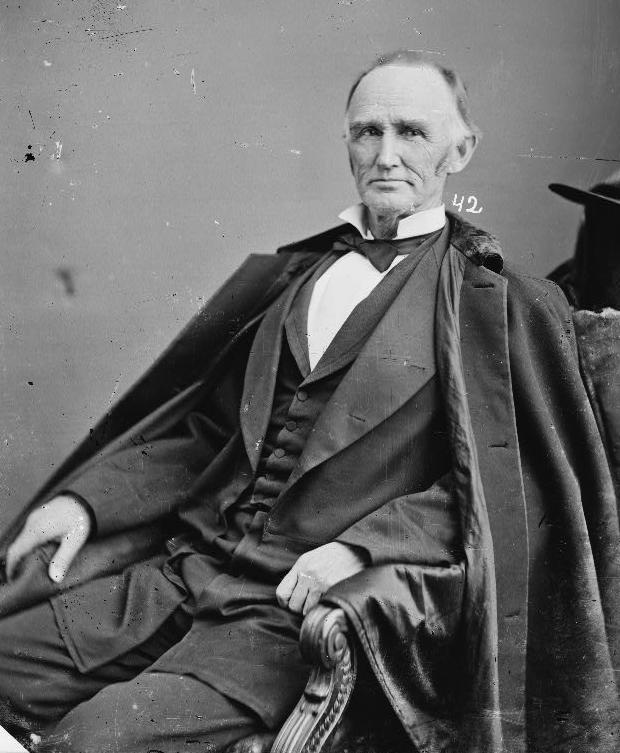
Montgomery Blair em sua vida pós-guerra
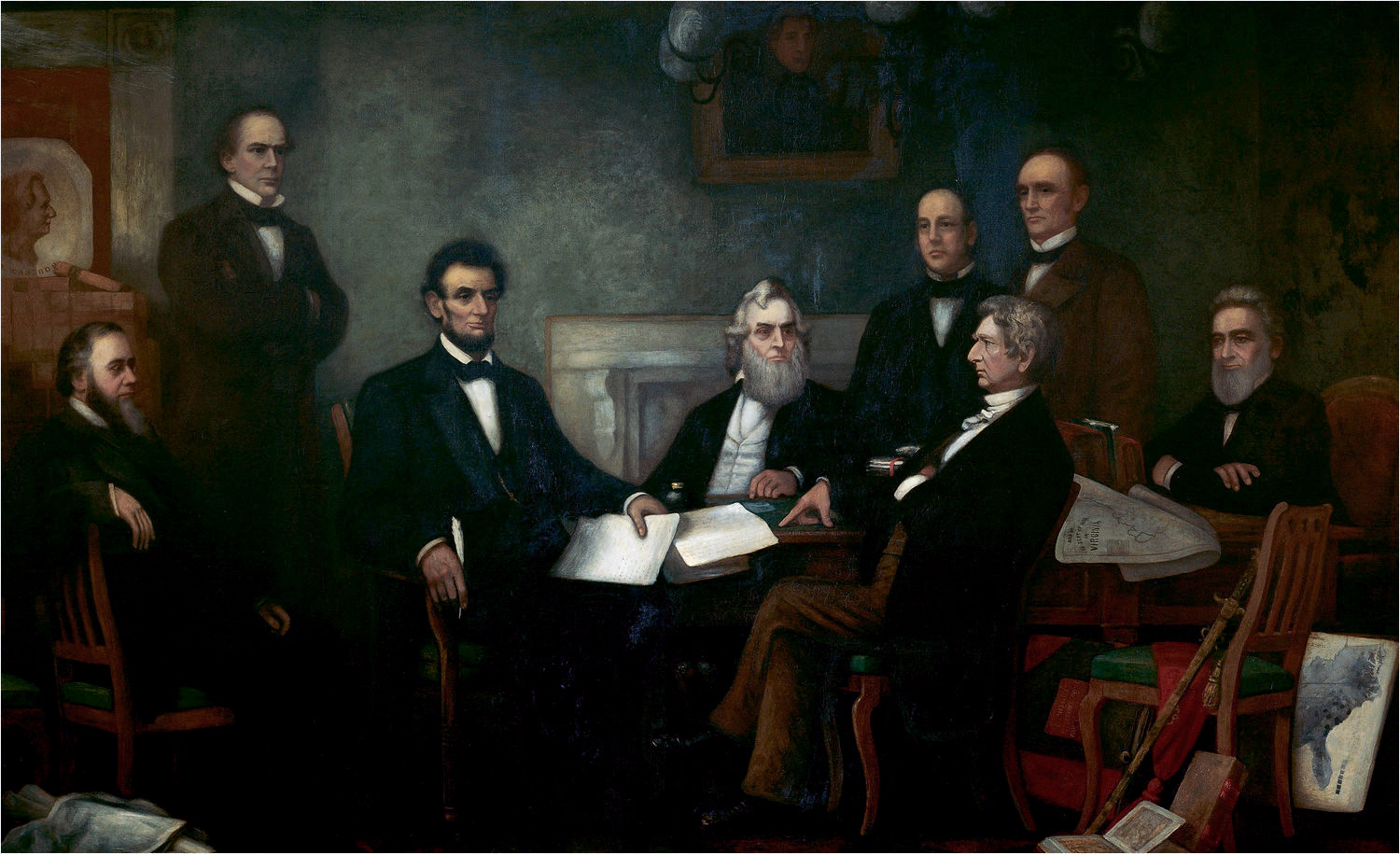
Lincoln reunindo-se com seu Gabinete para a primeira leitura do rascunho da Proclamação de Emancipação em 22 de julho de 1862

## Leituras adicionais
- Davis, Madison. The Public Career of Montgomery Blair: particularly with reference to his services as Postmaster General of the United States. Washington, D.C.: Columbia Historical Society, 1910
- Moroney, Rita Lloyd. 	Montgomery Blair, Postmaster General. Washington, D.C.: U.S. Government Printing Office, 1963 44p.